# سيما يي
سيما يي (179 - 7 سبتمبر,251) كان سياسيا ، جنرالا ،و مخطط حروب لمملكة واي خلال فترة الممالك الثلاث في التاريخ الصيني . لقد عرف سيما يي بدفاعه عن مملكة واي من حملة جوكيه ليانغ العسكرية المعروفة بحملة جوكية ليانغ الشمالية. مهد نجاحه في هذه المعركة إلى بروز حفيده سيما يان لإقامة مملكة جين لاحقاً، مما أدى إلى نهاية عصر الممالك الثلاث.

## الانقلاب على الإمبراطور
في (249) قام بقيادة انقلاب عسكري ضد الإمبراطور تساو فينغ والوصي تساو شيانغ وسيطر على تشانغ آن وقبض على تساو شيانغ وأعدمه، وسيطر على الامبراطور و فرض نفسه رئيسا للوزراء.

## الوفاة
في (251) توفي سيما يي في تشانغ آن وانتقلت سلطته إلى ولده سيما شي اللذي أصبح رئيسا للوزراء في واي .

## أبنائه
1- سيما شي .
2- سيما جياو.